# Antonio Brivio

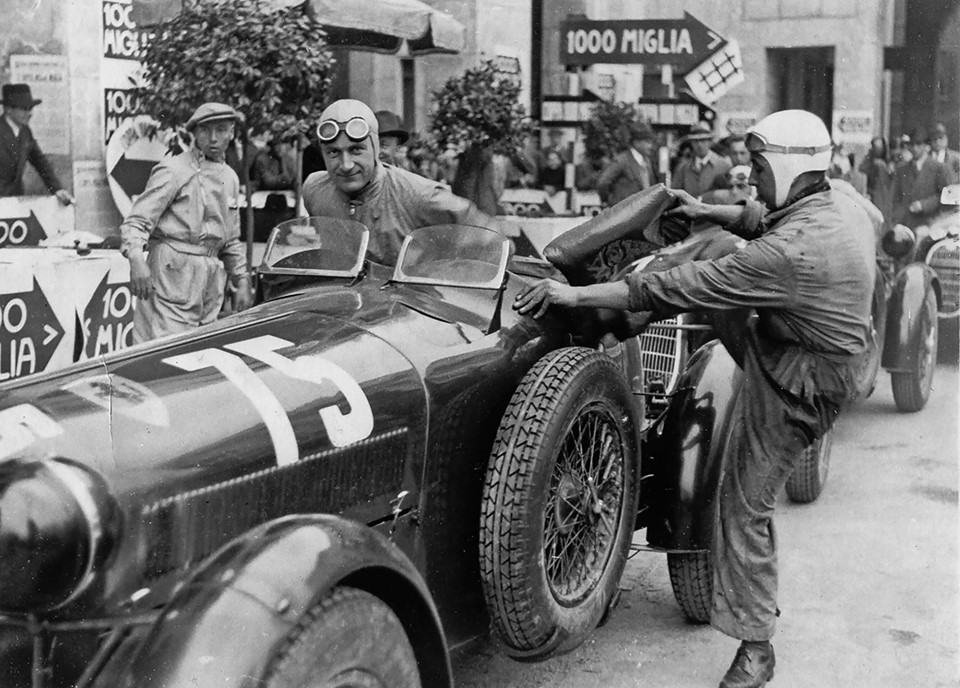
Antonio Brivio (im Auto) bei der Mille Miglia 1936

Antonio Brivio Sforza (* 27. Dezember 1905 in Biella; † 30. Januar 1995 in Mailand) war ein italienischer Automobilrennfahrer, Bobfahrer und Motorsportfunktionär.

## Karriere
Brivio stammte aus dem Geschlecht der Sforza und begann seine Motorsportkarriere 1927. Ab 1932 gehörte er zum Werksteam von Alfa Romeo, dessen Einsätze ab 1935 von der Scuderia Ferrari durchgeführt wurden und für das er zahlreiche Grands Prix und Sportwagenrennen bestritt.
Zu seinen größten Erfolgen im Sportwagenbereich zählen ein Sieg beim 24-Stunden-Rennen von Spa-Francorchamps (1932), zwei Siege bei der Targa Florio (1933 und 1935) und ein Sieg bei der Mille Miglia (1936). Seine größten Erfolge bei Grand-Prix-Rennen waren dritte Plätze beim Grand Prix von Monaco 1935 und beim Großen Preis von Deutschland 1936. Daneben nahm er unter anderem an den Bobbewerben bei den Olympischen Winterspielen 1936 teil. Nach seiner Hochzeit 1937 gab er den Motorsport auf.
Nach dem Zweiten Weltkrieg wurde er Motorsportfunktionär, er wurde Mitglied des italienischen Automobilclubs und der Fédération Internationale de l’Automobile (FIA), wo er an der Einführung der Formel-1-Weltmeisterschaft beteiligt war.
Brivio starb kurz vor seinem 90. Geburtstag im Jahr 1995.

## Statistik

### Vorkriegs-Grands-Prix-Ergebnisse
| Saison | Team                   | Wagen                      | 1       | 2 | 3 | 4   | 5   | 6  | 7 | Punkte | Position |
| ------ | ---------------------- | -------------------------- | ------- | - | - | --- | --- | -- | - | ------ | -------- |
| 1932   | Scuderia Ferrari       | Alfa Romeo 8C 2300 „Monza“ |         |   |   |     |     |    |   | —      | —        |
| 1932   | Scuderia Ferrari       | Alfa Romeo 8C 2300 „Monza“ | 7 / 9 1 |   |   |     |     |    |   | —      | —        |
| 1933   | Scuderia Ferrari       | Alfa Romeo 8C 2300 „Monza“ |         |   |   |     |     |    |   | —      | —        |
| 1933   | Scuderia Ferrari       | Alfa Romeo 8C 2300 „Monza“ | DNF / 5 |   |   |     |     |    |   | —      | —        |
| 1934   | Automobiles E. Bugatti | Bugatti T59                |         |   |   |     |     |    |   | —      | —        |
| 1934   | Automobiles E. Bugatti | Bugatti T59                |         |   |   | 2   | dns | 11 |   | —      | —        |
| 1935   | Scuderia Ferrari       | Alfa Romeo Tipo B/P3       |         |   |   |     |     |    |   | 50     | 19.      |
| 1935   | Scuderia Ferrari       | Alfa Romeo Tipo B/P3       | 3       |   |   | Ret |     |    |   | 50     | 19.      |
| 1936   | Scuderia Ferrari       | Alfa Romeo 8C-35           |         |   |   |     |     |    |   | 23     | 7.       |
| 1936   | Scuderia Ferrari       | Alfa Romeo 8C-35           | 5       | 3 |   |     |     |    |   | 23     | 7.       |
| 1937   | Scuderia Ferrari       | Alfa Romeo 12C-36          |         |   |   |     |     |    |   | 39     | 33.      |
| 1937   | Scuderia Ferrari       | Alfa Romeo 12C-36          | Ret     |   |   |     |     |    |   | 39     | 33.      |

| Legende  | Legende                                                                   | Legende                                                                   | Legende   |
| Farbe    | Bedeutung                                                                 | Bedeutung                                                                 | EM-Punkte |
| -------- | ------------------------------------------------------------------------- | ------------------------------------------------------------------------- | --------- |
| Gold     | Sieg                                                                      | Sieg                                                                      | 1         |
| Silber   | 2. Platz                                                                  | 2. Platz                                                                  | 2         |
| Bronze   | 3. Platz                                                                  | 3. Platz                                                                  | 3         |
| Grün     | Klassifiziert, mehr als 75% der Renndistanz zurückgelegt                  | Klassifiziert, mehr als 75% der Renndistanz zurückgelegt                  | 4         |
| Blau     | nicht punkteberechtigt, zwischen 50% und 75% der Renndistanz zurückgelegt | nicht punkteberechtigt, zwischen 50% und 75% der Renndistanz zurückgelegt | 5         |
| Violett  | nicht punkteberechtigt, zwischen 25% und 50% der Renndistanz zurückgelegt | nicht punkteberechtigt, zwischen 25% und 50% der Renndistanz zurückgelegt | 6         |
| Rot      | nicht punkteberechtigt, weniger als 25% der Renndistanz zurückgelegt      | nicht punkteberechtigt, weniger als 25% der Renndistanz zurückgelegt      | 7         |
| Farbe    | Abkürzung                                                                 | Bedeutung                                                                 | EM-Punkte |
| Schwarz  | DSQ                                                                       | disqualifiziert (disqualified)                                            | 8         |
| Weiß     | DNS                                                                       | nicht gestartet (did not start)                                           | 8         |
| Weiß     | DNA                                                                       | nicht erschienen (did not arrive)                                         | 8         |
| sonstige | P/fett                                                                    | Pole-Position                                                             | 8         |
| sonstige | SR/kursiv                                                                 | Schnellste Rennrunde                                                      | 8         |
| sonstige | DNF                                                                       | Rennen nicht beendet (did not finish)                                     | 8         |